# Цеядон
Цеядо́н (также: Це́я, Цейдо́н; осет. Цъӕйдон) — река в Северной Осетии, левый приток Ардона (бассейн Терека).
Длина — 13 км, площадь водосборного бассейна — 100 км². Высота истока — 2295 м над уровнем моря. Общее падение — 1085 м, уклон — 83,46 м/км. Протекает по Цейскому ущелью, горному региону и горнолыжному курорту. Крупнейший приток — река Сказдон (правый). Река протекает через сосновые высокогорные леса.

## Название
Название реки восходит к названию региона Цей, по которому протекает река: Цей(я) + Дон (осет. Дон — вода, река), что означает Цейская река, река Цея. Кроме того топоним «Цей» носят следующие объекты: Цейское ущелье, Цейский ледник, Цейский хребет), го́ры Цей-Хох, Буревестник-Цейский и Спартак-Цейский, сёла Верхний и Нижний Цей, альплагерь Цей.

## Течение
Река берёт начало от Цейского ледника, в 3,3 км к западу от альплагеря Цей. Общее направление течения на восток. К северу от альплагеря Цей принимает справа свой крупнейший приток — реку Сказдон. Впадает в реку Ардон с левой стороны, в 66 км от её устья, у посёлка Бурон.
Река протекает по территории Алагирского района Северной Осетии. Река протекает по территории Северо-Осетинского государственного заповедника, а также национального парка Алания, мимо альплагерей и лыжных курортов, а также мимо святилища Реком.

## Экология
На территории горно-рекреационного комплекса «Цей» в 2005 году были начаты строительные работы по реконструкции системы водоснабжения и канализационных сетей. На данный момент строительные работы по реконструкции не завершены, очистные сооружения отсутствуют. Хозфекальные сточные воды комплекса отводятся в канализационную трубу и сбрасываются на рельеф местности. Все природопользователи, подключившись к системе незавершенного строительства водопроводной сети ГРК «Цей», организованно через эту трубу сбрасывают неочищенные сточные воды в реку Цеядон. Специалистами ФГУ «Центрводресурсы» РСО-А были отобраны пробы сточных вод на месте сброса в реку Цеядон. Их химический анализ показал превышение концентрации загрязняющих веществ по ряду компонентов.

## Водный режим
Река, как и все реки берущие начало с ледников, имеет летнее половодье, что связано с интенсивным таянием снегов и ледников в высокогорьях.

## Бассейн
- Цеядон[6]
  - Сказдон — (п)
  - Шачерпадон — (л)
  - Комдон — (л)

## Населённые пункты
На самой реке населённых пунктов нет, но в долине есть четыре небольших селения: Верхний Цей (3 человека), Нижний Цей (13 человек), Хукали (3 человека), и Абайтикау (42 человека).

## Данные водного реестра
По данным государственного водного реестра России относится к Западно-Каспийскому бассейновому округу, водохозяйственный участок реки — Ардон. Речной бассейн реки — реки бассейна Каспийского моря междуречья Терека и Волги.
Код объекта в государственном водном реестре — 07020000112108200003160.

## Топографические карты
- Лист карты K-38-40 Верх. Згид. Масштаб: 1 : 100 000. Состояние местности на 1984 год. Издание 1988 г.
- Лист карты K-38-41 Мизур. Масштаб: 1 : 100 000. Состояние местности на 1984 год. Издание 1988 г.